# إدي راي
إدي راي (بالإنجليزية: Eddie Ray)‏ هو لاعب كرة قدم أمريكية أمريكي، ولد في 5 أبريل 1947 في فيكسبيرغ في الولايات المتحدة.

## وصلات خارجية
- إدي راي على موقع مرجع كرة القدم المحترفة.كوم (الإنجليزية)